# M'era Luna Festival
Il M'Era Luna Festival è un festival musicale goth/darkwave che si tiene annualmente a Hildesheim, in Germania, durante il secondo fine settimana di agosto.
Il festival, considerato il successore dello Zillo Festival, si svolge abitualmente presso il Flugplatz Hildesheim-Drispenstedt, un'ex base aerea dell'esercito britannico, nell'arco di due giornate. Con circa 20 000-25 000 spettatori all'anno si tratta di uno dei maggiori eventi della scena gotica tedesca.
Al M'Era Luna vengono concessi spazi per il campeggio. Sono presenti due palchi: il primo viene allestito all'aperto ogni anno in occasione nel festival, mentre il secondo viene collocato in uno degli hangar. Vi sono state alcune lamentele dovute alla cattiva acustica dell'hangar-stage. Il venerdì ed il sabato sera vengono inoltre proposti dei Dj set.

## Formazione delle edizioni

### 2000
Il M'Era Luna Festival 2000 si è tenuto il 12 e 13 agosto.
The Sisters of Mercy, HIM, And One, The Mission, Marc Almond, Faith and the Muse, Tiamat, Anathema, Haggard, Umbra et Imago, L'Âme Immortelle, The Cassandra Complex, Die Krupps, The Godfathers, Suicide Commando, Lithium, Letzte Instanz, The 69 Eyes, The House of Usher, Zeromancer, Fields of the Nephilim, Project Pitchfork, Phillip Boa & The Voodooclub, Anne Clark, VNV Nation, Oomph!, Rosenfels, Velvet Acid Christ, Funker Vogt, Evil's Toy, Ænima, Estampie, Diary of Dreams, Illuminate, Stromkern, Mila Mar, Merlons, Near Dark.

### 2001
Il M'Era Luna Festival 2001 si è tenuto l'1 e 2 settembre.
Z.e.t.a.X, Inscape, Pinko Star, Schock, Clan of Xymox, Fading Colours, Zeromancer, Star Industry, Gary Numan, Poems for Laila, Goethes Erben, Lucyfire, Theatre of Tragedy, Lacuna Coil, De/Vision, Letzte Instanz, The 69 Eyes, Justin Sullivan, Covenant, The Inchtabokatables, Wolfsheim, Escape with Romeo, Beborn Beton, T.O.Y., Icon of Coil, Yvonne, Obscyre, Inkubus Sukkubus, S.P.O.C.K., Atrocity, Melotron, Subway to Sally, Terminal Choice, Apoptygma Berzerk, In Strict Confidence, Paradise Lost, Mesh, The Cult, L'Âme Immortelle, Marilyn Manson.

### 2002
Il M'Era Luna Festival 2002 si è tenuto il 10 e 11 agosto.
Zeraphine, Culture Kultür, The Cascades, Sonar, Pinko Star, Angels and Agony, Tanzwut, Pzycho Bitch, Sulpher, Seabound, Rosenfels, Assemblage 23, L'Âme Immortelle, Welle:Erdball, In Extremo, Blutengel, The 69 Eyes, Hocico, VNV Nation, Suicide Commando, The Sisters of Mercy, Care Company, Z.e.t.a.X, The Bloodflowerz, Elusive, Schandmaul, Carpe Diem, Within Temptation, Ataraxia, Funker Vogt, After Forever, Oomph!, Das Ich, Ikon, Nosferatu, London After Midnight, The Gathering, Soft Cell, Therion, HIM.

### 2003
Il M'Era Luna Festival 2003 si è tenuto il 9 e 10 agosto.
Placebo, Nightwish, Apocalyptica, Project Pitchfork, Deine Lakaien, Killing Joke, Apoptygma Berzerk, Phillip Boa & The Voodooclub feat. Pia Lund, Subway to Sally, Within Temptation, Camouflage, Blutengel, Terminal Choice, Mesh, Diary of Dreams, In Strict Confidence, Wayne Hussey, Melotron, Unheilig, The Crüxshadows, Red Lorry Yellow Lorry, After Forever, Illuminate, Haujobb, Neuroticfish, Dive, Mila Mar, Qntal, Lithium, Autumn, Evereve, Zeraphine, Gothminister, Xandria, Ncor, [:SITD:], Chillburn, Hekate, Colony 5, The Breath of Life.

### 2004
Il M'Era Luna Festival 2004 si è tenuto il 7 e 8 agosto.
Oomph!, Wolfsheim, Anne Clark, ASP, Funker Vogt, Covenant, Suicide Commando, The Fair Sex, Blutengel, Within Temptation, Fixmer/McCarthy, In Strict Confidence, The Eternal Afflict, Rotersand, Decoded Feedback, Welle:Erdball, Samsas Traum, Faith and the Muse, Gothminister, Schandmaul, Pink Turns Blue, Chamber, Elis, Cold, Lacrimosa, Therion, De/Vision, Exilia, Warren Suicide, Icon of Coil, Soman, In Extremo, L'Âme Immortelle, The Mission, Tristania, Fiddler's Green, Umbra et Imago, Epica, Saltatio Mortis, Flowing Tears.
DJ: Peddy, Steve Weeks degli Slimelight UK, Mike dei The Matrix, Bochum.

### 2005
Il M'Era Luna Festival 2005 si è tenuto il 13 e 14 agosto.
The Sisters of Mercy, Deine Lakaien, Skinny Puppy, VNV Nation, Hocico, Mesh, Klinik, Diary of Dreams, Subway to Sally, Lacuna Coil, Zeraphine, The Birthday Massacre, Gåte, Faun, The Vision Bleak, Scream Silence, Melotron, Flesh Field, Trisomie 21, Amduscia, KiEw, Cephalgy, Staubkind, Combichrist, The Neon Judgement, [:SITD:], Atrocity, Leaves' Eyes, Potentia Animi, Qntal, Klimt 1918, Schandmaul, The 69 Eyes, The Crüxshadows, NFD, Autumn, Negative, Limbogott, Osiris Taurus, In mitra medusa inri.

### 2006
Il M'Era Luna Festival 2006 si è tenuto il 12 e 13 agosto.
Sono, Northern Lite, Gothminister, Girls Under Glass, Mesh, Funker Vogt, Die Krupps, Blutengel, Front Line Assembly, Nitzer Ebb, Bauhaus, Mona Mur, Elane, Clan of Xymox, Epica, Letzte Instanz, The Birthday Massacre, Apoptygma Berzerk, Ministry, In Extremo, Within Temptation, Lluther, Regicide, Midnattsol, Dope Stars Inc., Liv Kristine, Unheilig, Samsas Traum, Tristania, Deathstars, The Gathering, Solitary Experiments, XPQ-21, Soman, Spetsnaz, Rotersand, In Strict Confidence, Terminal Choice, De/Vision, ASP.

### 2007
Il M'Era Luna Festival 2007 si è tenuto l'11 e 12 agosto.
32 Crash, And One, Angels and Agony, Animal Alpha, Anne Clark, Assemblage 23, Big Boy, Bloodpit, Client, Covenant, Cultus Ferox, Deine Lakaien con la Nuova orchestra filarmonica di Francoforte, Diorama, Dir en grey, Down Below, Emilie Autumn, Fair to Midland, IAMX, Implant, Jesus on Extasy, Krypteria, Lacrimas Profundere, My Dying Bride, Necro Facility, Nosferatu, Pain, Proceed, Rabia Sorda, Schandmaul, Skinny Puppy, Suicide Commando, The 69 Eyes, The Crüxshadows, The Jesus and Mary Chain, The LoveCrave, Tool, Warren Suicide, Welle:Erdball.

### 2008
Il M'Era Luna Festival 2008 si è tenuto il 9 e 10 agosto.
Fields of the Nephilim, New Model Army, Moonspell, Epica, Apoptygma Berzerk, VNV Nation, Front 242, Samael, Combichrist, Hocico, Tanzwut, Mesh, Deutsch Amerikanische Freundschaft, Delain, ASP, Unheilig, The Legendary Pink Dots, Elis, Cinema Strange, Saltatio Mortis, Ordo Rosarius Equilibrio, Eisbrecher, Agonoize, The Vision Bleak, Elegant Machinery, Rabenschrey, End of Green, Frank the Baptist, Painbastard, The Other, Irfan, Akanoid, Klimt 1918.

### 2009
Il M'Era Luna Festival 2009 si è tenuto l'8 e 9 agosto.
Alexander Veljanov, Apocalyptica, Ashbury Heights, Blutengel, Deathstars, De/Vision, Die Apokalyptischen Reiter, Faderhead, Frozen Plasma, Grendel, Heimataerde, IAMX, Jesus on Extasy, Krypteria, L'Âme Immortelle, Leichtmatrose, Letzte Instanz, Lola Angst, Mina Harker, Nachtmahr, Nightwish, No More, Oomph!, Peter Heppner, Schelmish, Scream Silence, SITD, Spetsnaz, Star Industry, Subway to Sally, The Birthday Massacre, The Crüxshadows, The Prodigy, Tiamat, Tyske Ludder, Untoten, Welle:Erdball, Whispers in the Shadow, Zeraphine, Zeromancer

### 2010
Il M'Era Luna Festival 2010 si è tenuto il 7 e 8 agosto.
Placebo, The Sisters of Mercy, Editors, In Extremo, Unheilig, Nitzer Ebb, Skinny puppy, The 69 Eyes, Saltatio Mortis, Combichrist, Crematory, Eluveitie, Feindflug, Das Ich, Agonoize, Amduscia, Faith and the Muse, Samsas Traum, Lacrimas Profundere, Hanzel und Gretyl, Ignis Fatuu, Punish Yourself, Illuminate, Angelspit, Colony 5, The Other, Leandra, Ambassador 21, Brendan Perry, Celine and Nite Wreckage, Rabenschrey, Rotersand, Stolen Babies, Zeraphine.

### 2011
Il M'Era Luna Festival 2011 si è tenuto il 13 e 14 agosto.
Within Temptation, Hurts, ASP, VNV Nation, Apocalyptica, Project Pitchfork, Blutengel, Tanzwut, My Dying Bride, Patrick Wolf, End Of Green, Mono Inc., Atari Teenage Riot, Tiamat, Funker Vogt, Equilibrium, Mesh, Klutæ, Leaves' Eyes, Nachtmahr, Gothminister, Qntal, Tying Tiffany, Tyske Ludder, Coppelius, The Beauty Of Gemina, Julien-K, Fetisch:Mensch, Teufel, Coma Divine, Omnia, A Life Divided, Blind Passenger, Mirrors, Formalin, The Mission Veo, Blitzmaschine, Pakt, Ostfront, Winterspring.
Inoltre il venerdì sera gli scrittori Christian Von Aster, Christoph Hardebusch e Markus Heitz hanno tenuto delle letture.

### 2012
Il M'Era Luna Festival 2012 si è tenuto l'11 e 12 agosto.
Le band sino ad ora annunciate sono: Placebo, In Extremo, Subway to Sally, Schandmaul,  New Model Army, Fields of the Nephilim, Eisbrecher, Diary of Dreams, Hocico, Suicide Commando, De/Vision, Leæther Strip, Rotersand, Welle:Erdball, Faun, KMFDM, Amduscia, Letzte Instanz, In Strict Confidence, Lacrimas Profundere, Rabia Sorda, Megaherz, Faderhead, Roterfeld, Noisuf-X, Down Below, Lahannya, Heimataerde, Grüssaugust, Jäger 90, The Beauty of Gemina, Absolute Body Control, Les Jupes, Invaders, Officers, Noyce™, The Juggernauts, Symbiotic Systems.